# 東方見聞録 (映画)
東方見聞録（とうほうけんぶんろく）とは、1992年5月18日に公開される予定だった日本映画。撮影中の事故で出演者が死亡したためお蔵入りとなり、後にオリジナルビデオとして発売された。

## 概要
戦国時代の世、身勝手な殿様に辟易していた双子の兄弟や2人の足軽、武将、姫君、そして漂着したポルトガル人の騎士ら7人たちが一攫千金を狙うべく、殿様秘蔵の黄金の宝を捜し求める大冒険を描いた作品。
戦国時代が舞台となっているが、現代の流行語や丈の短い着物など時代考証は融通無碍で、合戦中に死んだふりをして生き延びようとする足軽や、落城しようとしているのに自害しない姫など、「コミカルで等身大の時代劇」と評価されている。
女優設楽りさ子の映画デビュー作。

## 製作

### 製作費不足
総製作費8億円の超大作として始まった撮影だが、製作会社のディレクターズ・カンパニーの社長は、それまでの負債の返済として製作費から支払ったため、実際には半分の4億円が製作費に充てられることになった。その上、滝壺のシーンのため静岡県小山町の奥の沢川に、高さ10メートル、深さ2メートル、毎秒1トンの流水を自動で調節できる滝壺を再現したオープンセットを製作したが、3ヶ月の期間と3億円の費用がかかり、残った製作費は僅か1億円で、映画は撮影当初から製作費不足に陥った。龍神はオープンセットの実大アニマトロニクスとコンピュータグラフィックスを併用し、200名以上の出演者はプレハブ小屋での滞在を余儀なくされた。

### 死亡事故
1991年9月22日、滝壺のオープンセットでの撮影中、死んだ足軽が滝壺に浮かぶシーンの撮影のため、8キロの鎧を着た足軽役のエキストラが手を縛られた状態で入水したが、ワンテイク撮影後に岸に戻ろうとして深みにはまり転倒、溺れてしまった。周囲のスタッフの救助が遅れたことから、エキストラは意識不明の重体で病院に搬送されるが、翌日死亡した。
監督の井筒と助監督は、安全管理責任を怠ったとして書類送検され、オープンセットは解体された。撮影を続ける意欲を失った井筒だったが、周囲の説得で撮影を再開し、滝壺の未撮影シーンは東宝スタジオに作られた屋内セットで撮影された。

### 公開中止
こうして作品は完成したが、死亡事故の影響は大きく、1992年5月18日に予定されていた劇場公開は中止された。制作資金回収の見込みが絶たれたディレクターズ・カンパニーは、スタッフや出演者のギャランティーを支払えず、多額の負債を抱え倒産した。また、死亡したエキストラの遺族が業務上過失致死罪で告訴した民事訴訟で井筒は敗訴し、3,000万円以上の賠償金が彼一人の肩にのしかかった。1,500万円にもなる頭金は、井筒自身の貯金を全て崩し、また友人に借金をして工面した。
以降、井筒は借金返済のため、テレビCMやカラオケビデオなどの映像製作を多数行ったほか、テレビやラジオ、雑誌でのコメンテーターとして積極的に出演するようになった。

## ソフト化
完成した作品のフィルムは、ディレクターズ・カンパニーの債権者によって差し押さえられたが、1993年8月1日にイメージファクトリー・アイエムからビデオソフトが発売され、2001年にDVDソフトも発売された。

## キャスト
- 福助：緒形直人
- 時姫（おみつ）：設楽りさ子
- 勝又三郎左：柴俊夫
- ポルトガルの騎士：ケント・デリカット
- 万次郎：筒井道隆
- 弥太郎：徳井優
- 時貞／時政：フランキー堺
- 時姫の母：藤田弓子
- 時姫の祖母：清川虹子
- 時貞の妻：淡路恵子
- 孫七：梅津栄
- 松前利正：きたろう
- 虎松：本田博太郎
- 権之助：春田純一
- 時重：川地民夫
- 石倉三郎
- 桑原和男
- 大泉滉
- 石井トミコ
- 螢雪次朗
- 諏訪太朗
- 栗原敏

ほか

## スタッフ
- 監督：井筒和幸
- 脚本：神波史男、高橋洋、井筒和幸
- 原作：井筒和幸、阪本順治、平野美枝
- ノベライゼーション：広井王子
- 撮影：篠田昇
- 音楽：千住明
- 主題歌：ROCKS「思い出かきまわしても…」
- 美術：細石照美
- ビジュアルコンセプト：林田裕至
- 操演：岸浦秀一
- アニメーション：津田輝王
- 音響効果：サウンドボックス
- スタジオ：東宝ビルト、大映撮影所
- ダビングステージ：東京テレビセンター
- 現像：IMAGICA
- 企画：宮坂進
- プロデューサー：岡本史雄、松本孝司
- 製作：ディレクターズ・カンパニー
- 配給：東映（予定）

## ノベライズ
『東方見聞録 竜の伝説』ISBN 978-4101217116
広井王子：著、細石照美：イラスト、新潮文庫ファンタジーノベル・シリーズ、1991年12月1日発行